# Craig Sarner
Craig Brian Sarner (* 20. Juni 1949 in St. Paul, Minnesota) ist ein ehemaliger US-amerikanischer Eishockeyspieler und -trainer, der von 1971 bis 1982 unter anderem für die Boston Bruins in der National Hockey League sowie den Kölner EC und den Berliner Schlittschuhclub in der Eishockey-Bundesliga spielte.

## Karriere
Nach seiner Juniorenzeit an der University of Minnesota wurde Sarner vom US-amerikanischen Eishockeyverband USA Hockey für die Olympiaauswahl rekrutiert. Gemeinsam mit Mark Howe und Robbie Ftorek konnte das Team bei den Olympischen Winterspielen 1972 im japanischen Sapporo die Silbermedaille gewinnen. Bei der B-Weltmeisterschaft in Rumänien im selben Jahr verpassten die US-Amerikaner jedoch den Aufstieg in die A-Gruppe. In den folgenden Jahren spielte er in der American Hockey League für die Boston Braves und die Rochester Americans. Im Januar 1975 wurde er dann aus Rochester für sieben Spiele zu den Boston Bruins in die National Hockey League berufen. Nach der Eishockey-Weltmeisterschaft 1976 in Polen, bei der das US-Team den vierten Platz belegte, zog es Sarner nach Europa.
In der Saison 1976/77 spielte er für den Kölner EC und hatte großen Anteil am Gewinn der deutschen Meisterschaft. Nach einem weiteren Jahr in Köln wechselte er für ein Jahr zum Berliner Schlittschuhclub. Die nächste Station war der HC Davos, wo er drei Jahre aktiv war – im letzten Jahr als Spielertrainer.
In der Folge blieb Sarner in der Schweiz und trainierte den SC Bern, bevor er für eine Spielzeit nach Deutschland zurückkehrte, um in der Saison 1984/85 den Schwenninger ERC zu trainieren. Erst während der Saison 1990/91 war Sarner wieder hinter der Bande eines Bundesligisten zu sehen, als er im November 1990 den BSC Preussen übernahm. Bei den Preussen blieb er bis in den November 1992 und wurde anschließend von Billy Flynn abgelöst. In der folgenden Saison übernahm er den Mannheimer ERC. Gegen Ende der 1990er-Jahre folgten noch Engagements beim ETC Crimmitschau und dem Heilbronner EC.